# Сент-Клэр (озеро, Тасмания)
Озеро Сент-Клэр (англ. Lake St Clair) — озеро, расположенное на Центральной возвышенности (англ. Central Highlands) острова Тасмания (Австралия). Максимальная глубина озера — 174 м (по другим данным, 215 м); тем самым, оно является самым глубоким озером Австралии. Площадь озера — 30 км² (по другим данным, 28 км²), длина — 14,5 км, ширина — 1,6 км, высота водной поверхности — 737 м над уровнем моря.
Озеро Сент-Клэр расположено в южной части национального парка Крейдл-Маунтин — Лейк-Сент-Клэр. Этот парк является частью территории, называемой «Дикая природа Тасмании» (англ. Tasmanian Wilderness), являющейся объектом Всемирного наследия ЮНЕСКО.

## География

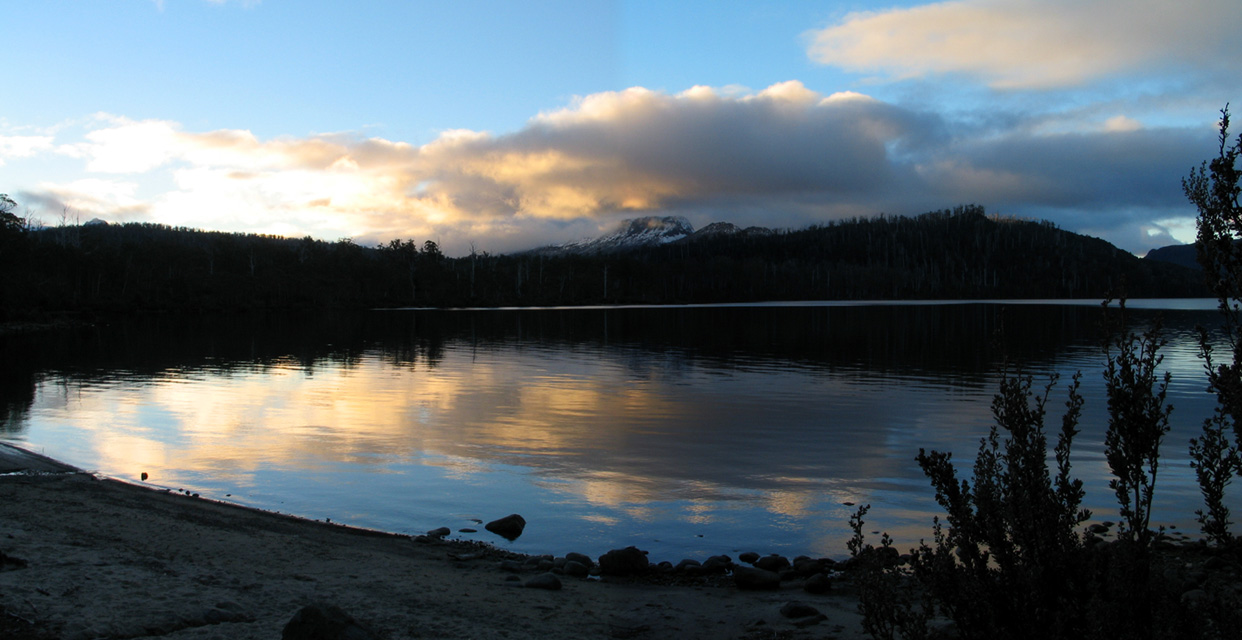
Озеро Сент-Клэр на закате

У озера Сент-Клэр находится южное окончание одного из самых популярных в Австралии пеших туристских маршрутов — многодневного маршрута Overland Track длиной около 70 км, северное окончание которого находится у горы Крейдл. В том же районе находятся другие известные горы Тасмании — Осса, Пелион-Уэст, Барн-Блафф и другие.
Из южной части озера Сент-Клер вытекает река Деруэнт (англ. Derwent River), на эстуарии которой находится город Хобарт, столица Тасмании. В нескольких километрах от истока, у пересечения с автодорогой  Лайелл-Хайвей (Lyell Highway) находится мост и одноимённый посёлок Деруэнт-Бридж. В этом месте река Деруэнт представляет собой небольшой ручей.
От Деруэнт-Бриджа в сторону южной оконечности озера Сент-Клэр — залива Синтия (англ. Cynthia Bay) — ответвляется боковая дорога длиной примерно 5,5 км. Весь путь от Хобарта до озера Сент-Клэр занимает примерно 2,5 часа.

## Рыбная ловля
Озеро Сент-Клэр (вместе с его лагуной) является одним из популярных мест для рыбной ловли в Тасмании. В озере водятся кумжа и микижа. Кроме этого, в озере водятся галаксии вида Galaxias brevipinnis.